# Caradoc

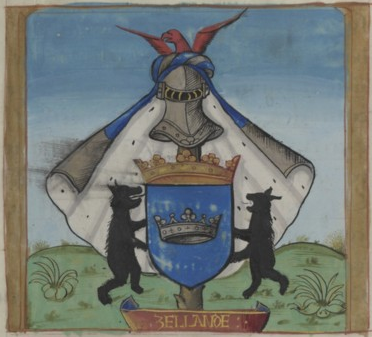
Bào huy cá nhân của vua Caradoc.

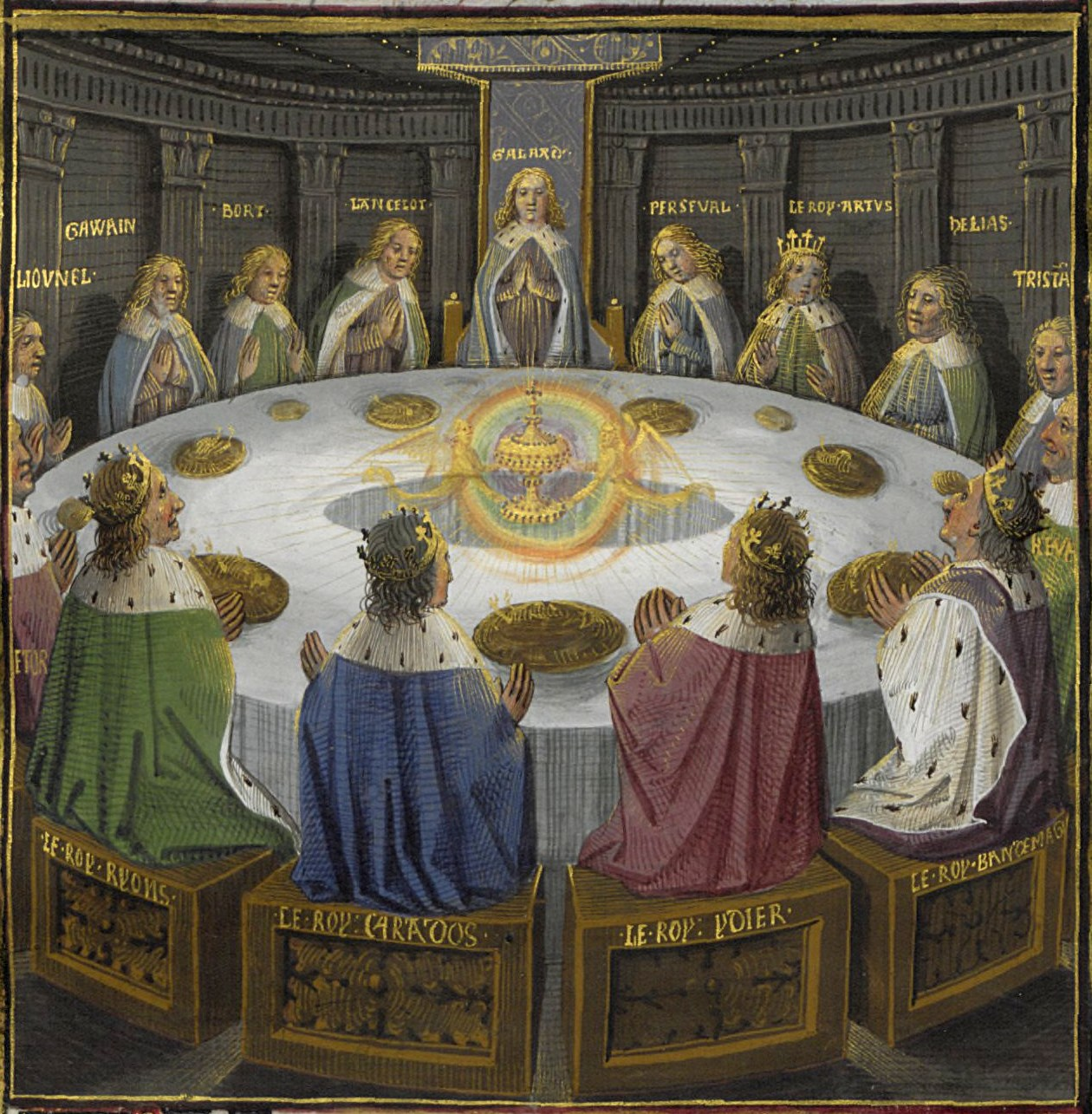
Vua Caradoc choàng áo lam trong hội Bàn Tròn.

Caradoc Freichfras là một tổ tiên bán huyền thoại của các quân vương xứ Gwent, sống khoảng thế kỷ V-VI.

## Lịch sử
Caradoc Cường Thủ (tiếng Wales: Caradog Freichfras) được biết nhiều hơn cả với biệt danh Caradoc Đoản Thủ (tiếng Wales: Caradog Brechbras) và là một thành viên hội Bàn Tròn. Tập Mabinogi thì kể thêm rằng, ông là "cậu cả oanh liệt" của đức ngài Llŷr Marini.
Một số nhà khảo cổ thì giải thích rằng, từng có một quân vương Gwent tên Caradoc xứ Ynyr (tiếng Wales: Caradog ap Ynyr) từng sống thế kỷ VI, định đô tại thị trấn Caerwent vốn trước đó là địa danh La Mã Venta Silurum. Cái tên của ông nhằm tưởng niệm một anh hùng người Briton là Caratacus.

## Văn hóa
Trong các tác phẩm trung cổ, Caradoc là một trong Bộ Ba Cymru (Trioedd Ynys Prydein), nơi ông được mô tả là trưởng lão của triều đình vua Arthur cai trị vùng Celliwig xứ Cornwall. Caradoc cưỡi con tuấn mã gọi là Lluagor (Búa Chiến). Phu nhân ông tên Tegau Eurfron (Vú Vàng) cũng là một trong ba giai nhân của triều đình Arthur.